# 落新妇
落新妇（学名：Astilbe chinensis）为虎耳草科落新妇属下的一个种。

## 扩展阅读
- 維基物種上的相關：落新妇